# CD7
CD7 (ang. cluster of differentiation 7) – białko występujące na powierzchni tymocytów i dojrzałych limfocytów T, odgrywające zasadniczą rolę we wczesnym rozwoju limfocytów. Cząsteczka CD7 jest kodowana przez gen o tej samej nazwie zlokalizowany na chromosomie 17 (położenie 17q25.2-25.3). W niektórych typach białaczek komórki tracą ekspresję CD7, co chroni komórki nowotworowe przed apoptozą i z tego względu jest związane ze złym rokowaniem.